# Cassia Spohn
Cassia Spohn ist eine US-amerikanische Kriminologin, die als Professorin an der Arizona State University forscht und lehrt. Sie amtierte 2020/21 als Präsidentin der Academy of Criminal Justice Sciences (ACJS).

## Leben
Spohn machte alle akademischen Examen an der University of Nebraska-Lincoln: 1973 Bachelor (Journalismus und Politikwissenschaft), 1965 Master (Politikwissenschaft) und 1978 Ph.D. (Politikwissenschaft). An der dortigen School of Criminology and Criminal Justice wirkte sie von 1987 bis 2006 als Professorin. Dann wechselte sie auf die Professur an der Arizona Stae University.
Ihre Forschungsinteressen gelten der richterlichen Entscheidungsfindung und Urteilsfindung, Entscheidungen der Staatsanwaltschaften zur Anklageerhebung, Entscheidungen zur Bearbeitung von Fällen sexueller Übergriffe sowie Rückfälligkeit von Straftätern.

## Schriften (Auswahl)
- Mit Craig Hemmens und David C. Brody: Criminal courts. A contemporary perspective. SAGE, Los Angeles 2023, ISBN 978-1-07183-389-6.
- Mit Craig Hemmens und Wesley S. McCann: Courts a text/reader SAGE, Los Angeles, 2019, ISBN 978-1-54430-794-7.
- Mit Samuel Walker und Miriam DeLone: The color of justice. Race, ethnicity, and crime in America. 6. Auflage, Cengage Learning, Boston 2018; ISBN 978-1-33709-186-2.
- How do judges decide? The search for fairness and justice in punishment. 2. Auflage,  SAGE, Los Angeles, 2009, ISBN 978-1-41296-104-2.
- Mit Julie Horney: Rape law reform. A grassroots revolution and its impact. Plenum Press, New York 1992, ISBN 978-0-30644-284-1.
- Mit Steven Belenko: Drugs, crime, and justice. Sage, Thousand Oaks 2015, ISBN 978-1-45227-708-0.